# Šurna
Šurna ist ein litauischer männlicher Familienname.

## Weibliche Formen
- Šurnaitė (ledig)
- Šurnienė (verheiratet)

## Namensträger
- Antanas Šurna (1940–2014),  Schauspieler
- Gintaras Šurna (* 1965),  Unternehmer und Politiker